# 외연
외연(外延)은 일정한 개념이 적용되는 사물의 전 범위를 가리킨다. 이를테면 '금속'이라고 하는 개념에 대해서는 금, 은, 구리, 쇠 따위가 포함되는 관계이고 '동물'이라고 하는 개념에 대해서는 원숭이, 호랑이, 개, 고양이 따위가 포함되는 관계를 말한다. 한편 외연이 전제적으로 그 범주가 주장되거나 관계된 경우를 특히 주연(周延)하고 있다고 말한다. 특히 외연은 삼단논법의 형식적 오류에 있어서 중요하게 다루어진다.

## 주연과 부주연
부주연(不周延)은 일정한 판단이 어떤 개념의 외연의 일부에만 주장되거나 관계하는 경우를 가리킨다. 형식 논리학에서 어떤 판단이 그 주어(주명사) 또는 술어(빈명사) 개념의 외연 전체에 걸쳐 주장되고 있지 않은 경우, 그 개념의 상태를 이른다. 이를테면, ‘모든 인간은 동물이다.’라고 말할 때, ‘인간’이라는 개념은 주연(周延)으로 작용하나, ‘동물’이라는 개념은 부주연(不周延)이다. 한편 이와는 반대로 어떤 개념의 전체 범주가 다루어지는 경우는 주연(周延)이라고 한다.

## 중개념 부주연의 허위
중개념 부주연의 허위(中槪念不周延의虛僞) 또는 '중명사 부주연의 오류'는 정언적 삼단 논법에서, 중개념이 적어도 한 번은 주연(周延)하지 아니하면 안 되는데, 그 조건을 충족시키지 아니하고 결론을 내는 허위의 오류를 말한다. 이를테면 ‘모든 돼지는 동물이다. 모든 인간은 동물이다. 따라서 모든 인간은 돼지이다.’라는 추리에서 중개념 ‘동물’이 어느 쪽도 주연되고 있지 않기 때문에 추론이 오류를 범하고있다.

## 부당 주연의 오류
부당 주연의 허위(不當周延의虛僞)은 정언적 삼단 논법에 관한 형식적 허위의 하나이다. 전제에서 부주연(不周延)인 개념은 결론에서 주연이되어서는 안 된다고 하는 삼단 논법의 규칙을 어겨서 생기는 오류이다. 예를 들면 ‘모든 새는 날개가 있다. 어떤 동물은 새이다. 그러므로 모든 동물은 날개가 있다.’ 하는 따위이다.

## 같이 보기
- 오류론
- 내포
- 종차